# Lynda Goodfriend
Lynda Goodfriend (Miami, 31 ottobre 1953) è un'attrice statunitense.

## Biografia
Nota in Italia per il ruolo di Lori Beth, fidanzata e in seguito moglie di Richie Cunningam, nel celebre telefilm Happy Days e nel suo spin off Le ragazze di Blansky. Ha fatto parte del cast di Happy Days per sei stagioni.
Successivamente ha lavorato in altre serie come Attenti ai ragazzi, e in alcuni film diretti da Garry Marshall, tra cui Pretty Woman (1990).

## Filmografia

### Attrice

#### Televisione
- Le ragazze di Blansky (Blansky's Beauties) - serie TV, 6 episodi (1977)
- Happy Days - serie TV, 79 episodi (1977-1984)
- Attenti ai ragazzi (Who's Watching the Kids) - serie TV, 11 episodi (1978-1979)
- Fantasilandia (Fantasy Island) - serie TV, 1 episodio (1982)
- Love Boat (The Love Boat) - serie TV, 2 episodi (1981-1983)

#### Cinema
- Niente in comune (Nothing in Common), regia di Garry Marshall (1986)
- Spiagge (Beaches), regia di Garry Marshall (1988)
- Pretty Woman, regia di Garry Marshall (1990)
- Exit to Eden, regia di Garry Marshall (1994)

### Regista
- The Perfect Crime (2009)